# Вступление Грузии в Европейский союз
Вступление Грузии в Европейский союз — процесс вступления Грузии в Европейский союз (ЕС).
Грузия подала заявку на членство в ЕС в один день с Молдовой 3 марта 2022 года и два дня после Украины. Эту кандидатуру поддержала президент Грузии Саломе Зурабишвили и премьер-министр Иракли Гарибашвили во время пресс-конференции 2 марта 2022 года.
17 июня 2022 года Европейская комиссия рекомендовала предоставить Грузии возможность стать членом Европейского Союза, но отложила рекомендацию о предоставлении ей статуса кандидата до тех пор, пока не будут выполнены определённые условия.
8 ноября 2023 года Еврокомиссия порекомендовала Совету ЕС предоставить Грузии статус кандидата на вступление в Евросоюз при условии, что правительство страны предпримет важные шаги по реформированию. 14 декабря 2023 года Совет Европейского союза предоставил Грузии статус официального кандидата на вступление в Европейский союз.
В конце октября 2024 года, после победы правящей партии «Грузинская мечта» на парламентских выборах, Грузия отказалась от переговоров о вступлении в ЕС до 2028 года.

## История

### Контекст
После обращения Президента Украины Владимира Зеленского 28 февраля 2022 года (через 4 дня после начала российского вторжения в Украину) о вступлении в Европейский союз председатель партии «Грузинская мечта» Иракли Кобахидзе также заявил на пресс-конференции о решении немедленно подать заявку на вступление в ЕС, заявив, что Брюссель должен срочно рассмотреть их кандидатуру. В этом запросе говорилось, что Грузия уже пережила российское вторжение 2008 года, что привело к потере двух сепаратистских территорий. При этом правительство Грузии ранее уже выражало намерение подать заявку на вступление в Европейский союз в 2024 году.